# Кабалюк, Николай Тимофеевич
Никола́й Тимофе́евич Кабалю́к (укр. Микола Тимофійович Кабалюк; 20 мая 1937, с. Сёмаки Жмеринского района Винницкой области — 15 января 2009, Киев) — украинский поэт и переводчик. Член Национального союза писателей Украины.

## Биография
В 1969 году кончил Литературный институт имени А. М. Горького в Москве.
С 1959 работал внештатным художником-графиком в издательствах Киева. Участник республиканских и всесоюзных книжных выставок. Как поэт дебютировал в альманахе «Вітрила» («Паруса», 1967). Стихам Н. Кабалюка присущи точность и объёмность образа.
Работал в жанре художественного перевода с английского и французского языков. Перевёл драмы и поэмы Джорджа Гордона Байрона («Шильонский узник», мистерия «Каин»), отрывки из романа в стихах «Дон Жуан» (журнал «Всесвіт», 1974, № 4; «Україна», 1984, № 22), (журнал «Всесвіт», 1984, № 3), стихотворные тексты в романах «Джейн Эйр» Ш. Бронте (1971) и «Клошмерль» Г. Шевалье (1973). Также переводил отдельные произведения русского поэта В. Фёдорова (1984) и молдавского поэта П. Боцу (1989).